# Macrosteles bifurcatus
Macrosteles bifurcatus är en insektsart som beskrevs av Bryan Patrick Beirne 1952. Macrosteles bifurcatus ingår i släktet Macrosteles och familjen dvärgstritar. Inga underarter finns listade i Catalogue of Life.